# Monobia sylvatica
Monobia sylvatica är en stekelart som beskrevs av Henri Saussure 1852. Monobia sylvatica ingår i släktet Monobia och familjen Eumenidae. Inga underarter finns listade i Catalogue of Life.